# Maher Boutouri
Maher Boutouri (ur. 19 lipca 1986) – tunezyjski zapaśnik walczący w stylu klasycznym. Zajął czternaste miejsce na mistrzostwach świata w 2007. Brązowy medalista igrzysk afrykańskich w 2007, a także mistrzostw Afryki w 2008 i 2009 roku.